# Toydariak
A toydariak (angolos írásmóddal: toydarian) a Csillagok háborúja elképzelt univerzumának egyik értelmes faja, amely a Toydaria nevű bolygóról származik.

## Leírásuk
A toydariak röpképes, emlősszerű értelmes lények, akikre nem hatnak a jedik elmetrükkjei. Az átlag toydari 1,2 méter magas. Bőrszínük lehet kék, zöld, szürke vagy rózsaszín. A hátukból két kis szárny nő ki, mind a négy végtagjuk 3-3 ujjban végződik. A lábujjak között úszóhártyák vannak. Az arcuk rövid, de az orruk tapírszerűen megnyúlt. Szájukból agyarszerű fogak látszanak ki. A hasuk nagy, és általában világosabb árnyalatú, mint a testük többi része. Illatos, édesfűszerszerű testszagot árasztanak.
A nagy hasukban az emésztés következtében sok gáz termelődik, ezenkívül a szöveteik nagy mennyiségű gázt tudnak felszívni a légkörből; emiatt képesek a toydariak a levegőben tartani magukat, amihez a kis szárnyaik önmagukban nem lennének elegendőek. A szárnyak másodpercenként akár tízszer is verdeshetnek. Az erőfeszítés miatt a toydariak hatalmas mennyiségű táplálékot igényelnek. A toydariak történelmében a legvéresebb háborúkat a táplálékforrások miatt vívták meg. Legfőbb táplálékuk a halak és az algák.
A toydariak Toydaria veszélyes környezetét úgy élik túl, hogy mindenhova apró szárnyaikkal repülve közlekednek, és csak a viszonylag biztonságos algatelepeken szállnak le. A toydariak eredetileg Toydaria tavaiban található tápanyagokon éltek, később azonban áttértek az élelmiszertermelésre. Az élelmiszertől való függésük olyan nagy, hogy átlagosan minden 30 standard évben (az évszakoktól függően) élelmiszerhiány lép fel a kiszámíthatatlan monszunok és gombabetegségek miatt. Ilyenkor a toydariak egymástól lopnak, vagy meg is mérgezik a mások élelemtartalékait, mondván, hogy „ha nekem nincs, akkor a másiknak se legyen”.
A huttokhoz hasonlóan a toydariak agyára sem hatnak a jedik elmetrükkjei. Habár nincsen szőrzetük, a férfiak ritka, tapogató bajuszszálakkal rendelkeznek.
A kis toydariak kifejlődve születnek, és mindjárt születésük után már képesek repülni. A röpképesség azért fejlődött ki a toydariaknál, hogy könnyebben és gyorsabban megszabaduljanak a Toydarián élő igen veszélyes, ragadozó grabwormoktól.
Az átlag toydari 91 évig élhet.
A toydariak büszkék a munkáikra, és általában erőszakosak és akaratosak. E röpképes nép az anyanyelvét, a toydari nyelvet, valamint a huttok megszállása miatt a hutt nyelvet is beszéli.

## Történelmük
Toydariát és annak az értelmes faját, a toydariakat már korábban leigázták a huttok. Azonban a huttok nemigen akartak ide letelepedni, emiatt egy hűbéri rendszert alkottak. Vagyis a toydariaknak lehet saját toydari királyuk, de az a huttok vazallusa kell hogy legyen. A bolygó gazdaságát a mezőgazdaság alkotja. Ily módon sikeresen átvészelik a monszunokat és a világszintű gombafertőzéseket. Mivel tudnak repülni, a balesetek elkerülése érdekében a toydariak nemigen használnak repülőjárműveket, inkább fejlett vasútjaik vannak, amelyek összekötik a mocsarakba épített városaikat.
Mivel eléggé békés kapcsolataik vannak a hutt elöljáróikkal, a toydariak nemigen érintkeznek a Galaktikus Köztársasággal, a klónháborúk is csak alig érintették e röpképes népet. Azonban a klónháborúk vége felé a toydari király, Katuunko megengedte a Köztársaságnak, hogy a toydari területekbe tartozó Rugosa holdon katonai bázist hozzon létre. E döntés miatt a Független Rendszerek Konföderációja elküldi Savage Opresst, hogy hozza el a toydari királyt, Opress azonban megöli Katuunkót.
A klónháborúk után, a Galaktikus Birodalom idején az átlag toydarinak nem változott meg az élete. A Birodalom bukása után a huttok tartottak az Új Köztársaságtól, emiatt a toydariak is félrehúzódva figyelték az eseményeket, de egyesítették erőiket a Köztársasággal, amikor elkezdődött a Yuuzhan Vongok inváziója. A rövid ideig tartó Yuuzhan Vong megszállás nem okozott nagy kárt a toydariak világában.

## Társadalmuk és kultúrájuk
Habár a huttok alattvalói, a toydariaknak lehetnek saját királyaik és egyéb nagyuraik, akik gyakran viaskodnak egymással a toydari király jóváhagyásával. Az átlag toydari zsugori és igen érti a kereskedés művészetét. Habár egy kívülálló szemében e röpképes nép tagjai erőszakosak és aljasok, valójában a toydariak többsége hűséges és büszke; Katuunko király pedig bebizonyította, hogy segítőkészek is.
Mivel hutt alattvalók, más értelmes népek a toydariakat a legtöbbször a huttok munkásaiként ismerik meg. Néhány toydari azonban elhagyta a huttok által uralt területeket és saját utat választott magának. Habár általában kereskedőként vagy csalóként tartják számon őket, a legtöbb toydari rendes és igen szorgos.

## Megnevezett toydariak
- Kobbu – férfi; rabszolga.
- Katuunko – férfi; király a klónháborúk idején.
- Reti – férfi; gépész, később kalóz.
- Rozatta – nő; egy űrállomás tulajdonosa.
- Zlato – férfi; tolvaj.
- Quello – férfi; egy űrállomás tulajdonosa.
- Watto – férfi; ócskás kereskedő, Anakinnak és Shmi Skywalkernek volt a második gazdája.

## Megjelenésük a filmekben, könyvekben, videójátékokban
Talán az első toydari, amelyet láthatunk az Watto, ő a „Baljós árnyak” című filmben szerepel. Katuunko király pedig a „A klónok háborúja” című televíziós sorozat több részében is szerepet kap. Az előbbiek mellett a toydariak számos képregényben és videójátékban is jelen vannak.

## Fordítás
- Ez a szócikk részben vagy egészben a Toydarian című Wookieepedia-szócikk fordítása. Az eredeti cikk szerkesztőit annak laptörténete sorolja fel.